# Садейан
Садейа́н (фр. Sadeillan) — коммуна во Франции, находится в регионе Юг — Пиренеи. Департамент — Жер. Входит в состав кантона Мьелан. Округ коммуны — Миранд.
Код INSEE коммуны — 32355.

## География

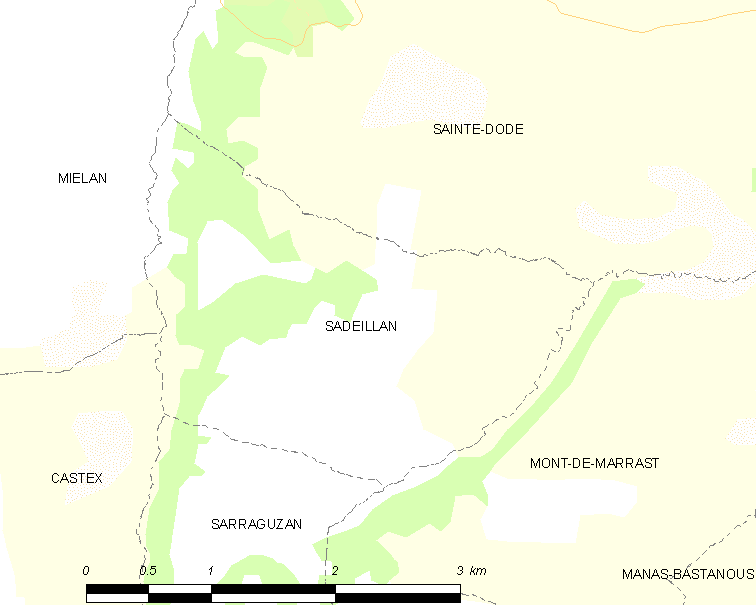
Карта коммуны

Коммуна расположена приблизительно в 630 км к югу от Парижа, в 95 км западнее Тулузы, в 34 км к юго-западу от Оша.
На западе коммуны протекает река Ос.

## Климат
Климат умеренно-океанический. Лето жаркое и немного дождливое, температура часто превышает 35 °С. Зимой часто бывает отрицательная температура и ночные заморозки. Годовое количество осадков — 700—900 мм.

## Население
Население коммуны на 2010 год составляло 83 человека.
| 1962 | 1968 | 1975 | 1982 | 1990 | 1999 | 2010 |
| ---- | ---- | ---- | ---- | ---- | ---- | ---- |
| 100  | 117  | 107  | 95   | 93   | 79   | 83   |

## Администрация
| Период | Период | Фамилия            | Партия | Примечания |
| ------ | ------ | ------------------ | ------ | ---------- |
| 2001   | 2020   | Жан-Франсуа Добьян |        |            |

## Экономика
В 2010 году среди 48 человек трудоспособного возраста (15-64 лет) 38 были экономически активными, 10 — неактивными (показатель активности — 79,2 %, в 1999 году было 62,5 %). Из 38 активных жителей работали 37 человек (19 мужчин и 18 женщин), безработной была 1 женщина. Среди 10 неактивных 3 человека были учениками или студентами, 6 — пенсионерами, 1 был неактивным по другим причинам.

## Достопримечательности
- Церковь Успения Пресвятой Богородицы, была восстановлена в 1873—1877 годах на месте первоначальной церкви